# Jan Veselý (Basketballspieler)
Jan Veselý (* 24. April 1990 in Ostrava) ist ein tschechischer Basketballspieler. Er ist 2,13 m groß und ist variabel im Frontcourt einsetzbar.

## Karriere

### Anfänge in Europa und NBA
Veselý begann seine Profikarriere in Slowenien bei KK Geoplin Slovan, bevor er 2008 nach Serbien zu KK Partizan Belgrad wechselte. Nachdem er mit Partizan das Final Four der EuroLeague erreicht hatte, wurde Veselý 2010 mit dem FIBA Europe Player Of The Year Award als bester europäischer Spieler unter 22 Jahren ausgezeichnet.

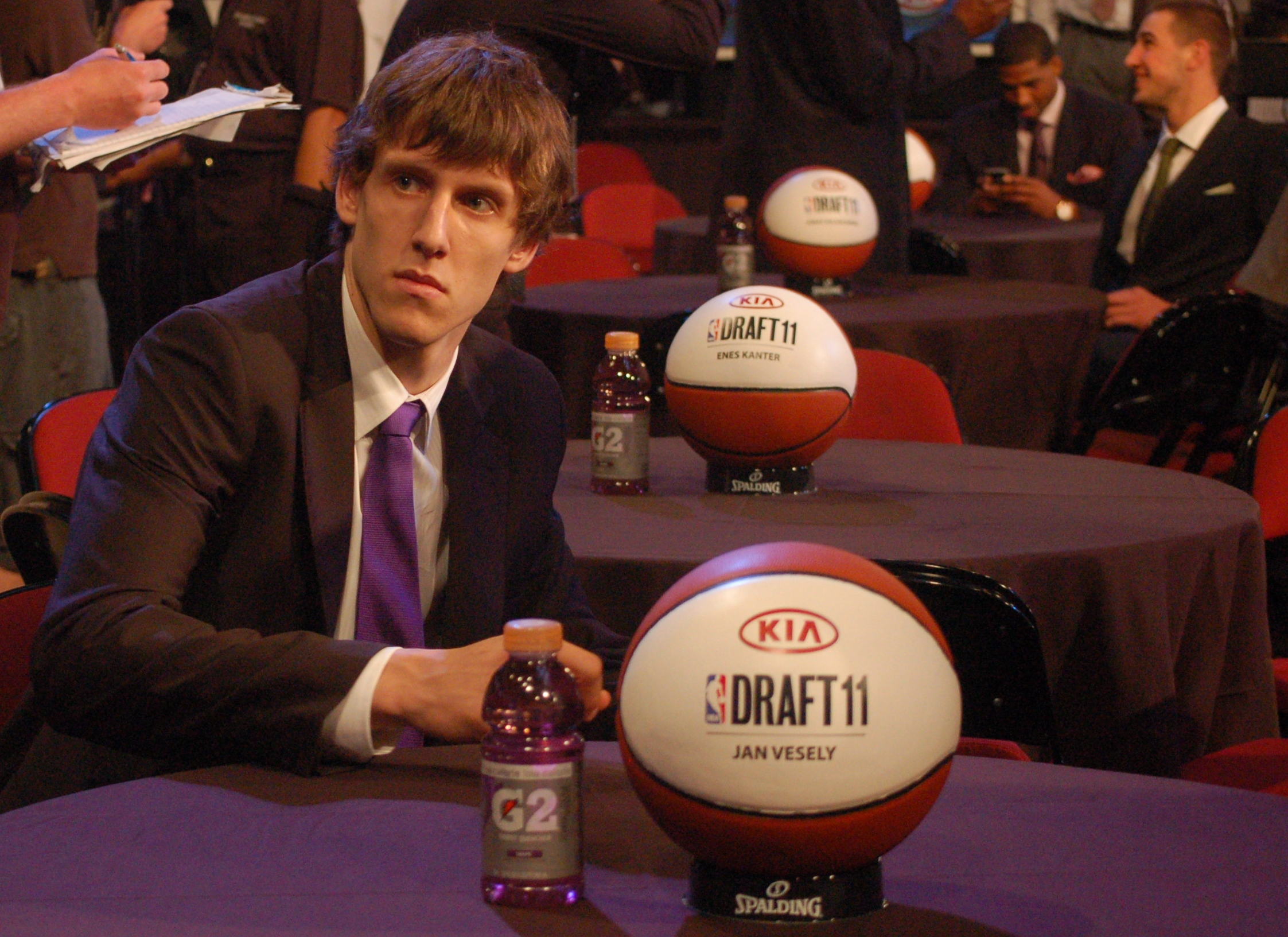
Jan Veselý beim NBA-Draft 2011

Im NBA-Draft 2011 wurde er an sechster Stelle von den Washington Wizards gewählt. Während er in seiner Zeit in Europa meistens die Position des Small Forward ausfüllte, spielt er bei den Wizards in seiner Debütsaison meist als Power Forward, gelegentlich auch auf der Centerposition.
Sein NBA-Debüt gab er am 8. Januar 2012 im Heimspiel gegen die Minnesota Timberwolves, im Auswärtsspiel gegen die Houston Rockets stand er am 27. Januar 2012 erstmals in der Starting Five und steuerte fünf Punkte, sechs Rebounds und drei Steals bei. Am 12. Februar 2012 punktete er im Spiel gegen die Detroit Pistons erstmals zweistellig, als er von der Bank kommend zehn Punkte, acht Rebounds und drei Blocks erzielte. Sein erstes Double-double folgte am 8. April 2012, im Auswärtsspiel bei den Charlotte Bobcats mit 11 Punkten und 11 Rebounds sowie 2 Blocks und 2 Assists.
Am 20. Februar 2014 wurde Veselý im Rahmen Tausches, der drei Mannschaften umfasste, zu den Denver Nuggets transferiert.

### Wieder in Europa
Nachdem sich Veselý in der NBA (er kam insgesamt auf 162 Spiele sowie dabei auf 3,6 Punkte und 3,5 Rebounds je Begegnung) nicht durchsetzen konnte, wechselte er im August 2014 zum türkischen Spitzenklub Fenerbahçe Ülker in die TBL. In der Türkei wurde Vesely 2015 und 2016 in das TBL All-Star Game eingeladen und gewann mit Fenerbahçe 2016 den türkischen Pokalwettbewerb sowie den Meistertitel. 2017 und 2018 wiederholte er mit der Mannschaft den Gewinn der Meisterschaft, 2017 wurde er mit Fenerbahçe auch EuroLeague-Sieger. 2022 kam der nächste türkische Meistertitel hinzu, Veselý wurde als bester Spieler der Endrunde ausgezeichnet.
Anfang Juli 2022 holte ihn der FC Barcelona, mit dem er 2023 spanischer Meister wurde.

### Nationalmannschaft
Veselý war bei den Olympischen Sommerspielen 2020, die verspätet 2021 in Tokio ausgetragen wurden, mit 14,3 Punkten je Einsatz bester Korbschütze der tschechischen Mannschaft.

## Privates
Er bezeichnete Dirk Nowitzki als sein sportliches Vorbild.